# Südseehaus

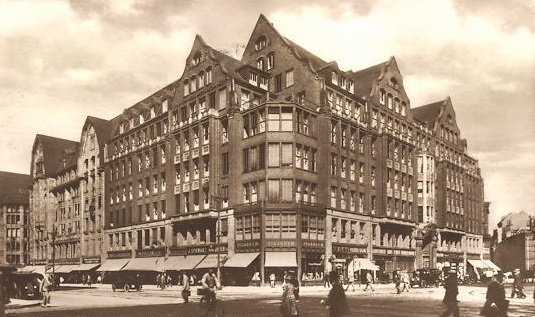
Das Südseehaus Mönckebergstraße (ca. 1920)

Das Südseehaus ist ein 1911 erbautes Kontorhaus in Hamburg. Es befindet sich auf den Grundstücken Mönckebergstraße 6, Lange Mühren und Spitalerstraße 6.

## Geschichte

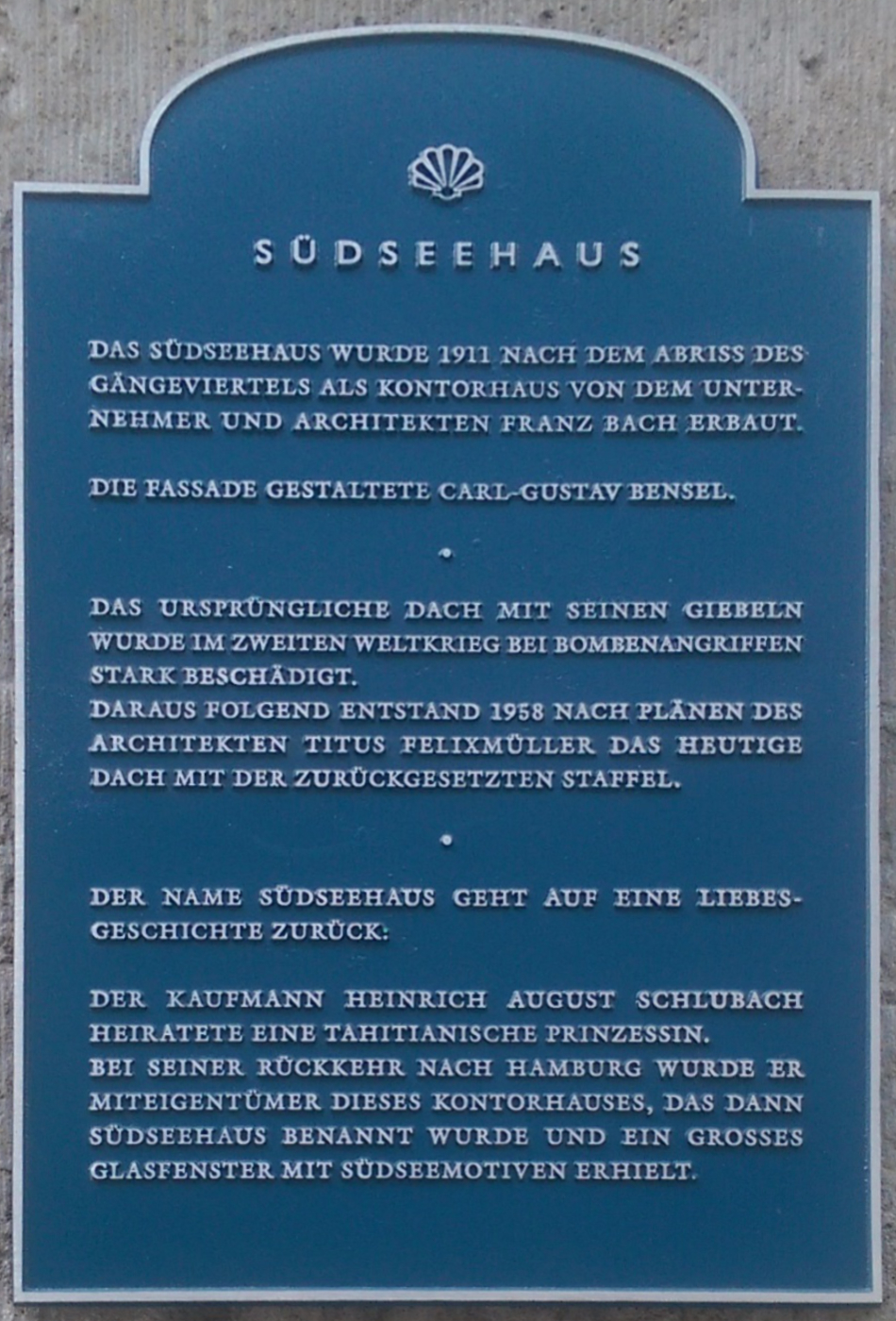
Gedenktafel (2017)

Bereits 1897 hatte der Senat der Stadt Hamburg die Neugestaltung des Gängeviertels als modernen Stadtteil beschlossen. Nach Fertigstellung des Hamburger Hauptbahnhofes 1906 und in Zusammenhang mit dem geplanten Durchbruch der Mönckebergstraße einschließlich U-Bahnbau wurden nach Abbruch der historischen Bebauung die Grundstücke zwischen Spitalerstraße und neuer Mönckebergstraße mit Bauverpflichtung an Bauwillige versteigert. Am 26. Januar 1911 fanden sich hierzu in der Hamburger Börse vier befreundete Unternehmer zusammen: der Projektentwickler Franz Albert Bach, der Schweizer Konsul Johann Maegli und die Im- und Exportkaufleute Otto Friedrich Bock und Eduard Hurry Ringel. Sie erwarben das 2657 m² große Grundstück zwischen Mönckebergstraße, Schweinemarkt und Spitalerstraße für 1.661.100 Reichsmark. Mit den Planungen hatten sie bereits den renommierten Hamburger Architekten Carl Gustav Bensel beauftragt, der bereits einen mit der Stadt abgestimmten Entwurf im von der Stadt gewünschten traditionellen Stil vorlegen konnte. Innerhalb nur eines Jahres wurde das Haus fertiggestellt.
Bei der Eröffnung 1912 waren bereits 54 Büroeinheiten und Läden vermietet. Unter ihnen befanden sich die von Heinrich August Schlubach, dessen Sohn Roderich mit Eduards Ringels Tochter Harriett verheiratet war, gegründeten Firmen Schlubach & Co. und die Mittelamerikanische Plantagen Aktiengesellschaft. Da auch Ringel im Südamerika-Geschäft engagiert war, wurde das Haus „Südseehaus“ genannt. Weitere Mieter waren die „Jute-Spinnerei und Weberei, Plan und Sackfabrik“ des Unternehmers und DDP-Politikers Max Bahr, eine Vertretung der Hannoverschen Waggonfabrik für Elektroautos, die Hamburg-Mannheimer Versicherung, die Albingia-Versicherungsgesellschaft und weitere Im- und Exportfirmen, Makler u. a. Die Läden im Erdgeschoss wurden an anspruchsvolle Textil- und Genussmittelgeschäfte vermietet, darunter das Modehaus Ernst von Spreckelsen.
In den 20er Jahren kamen als neue Mieter einige Vertretungen ausländischer Firmen hinzu, u. a. eine Niederlassung des Sicherheitsschlossherstellers Yale und die vom Springreiter Eduard Pulvermann geleitete Vertretung der US-Firma „Markt & Co.“. 1930 musste in Folge der Bankenkrise Schlubach & Co Insolvenz anmelden. 

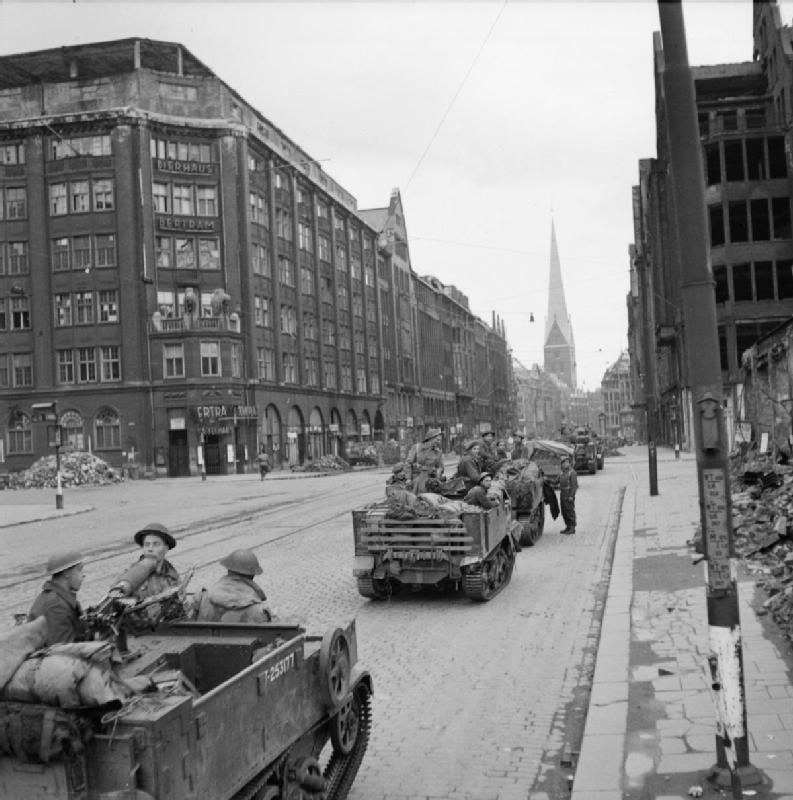
Südseehaus (re.) 1945

Bei den Luftangriffen auf Hamburg im Sommer 1943 wurde auch das Südseehaus schwer beschädigt. 1944 gab es nur noch vier Mieter, von denen einer der Polizeipräsident war, für die Nutzung der Keller für den Luftschutz. Die Fassaden mit den charakteristischen vier Giebeln blieben jedoch erhalten, und die Dächer wurden in den ersten Nachkriegsjahren wieder abgedichtet. 1949 zog ein neuer Mieter ein, das Modegeschäft Peek & Cloppenburg, das sich allmählich immer weiter im Haus ausbreitete. 1958 wurde das Haus dann durch den Hamburger Architekten Titus Felixmüller grundlegend saniert und modernisiert. Die Giebel wurden abgetragen und durch zwei Staffelgeschosse ersetzt, von denen das obere mit Kupfer verkleidet und mit einer Pergola versehen wurde. 

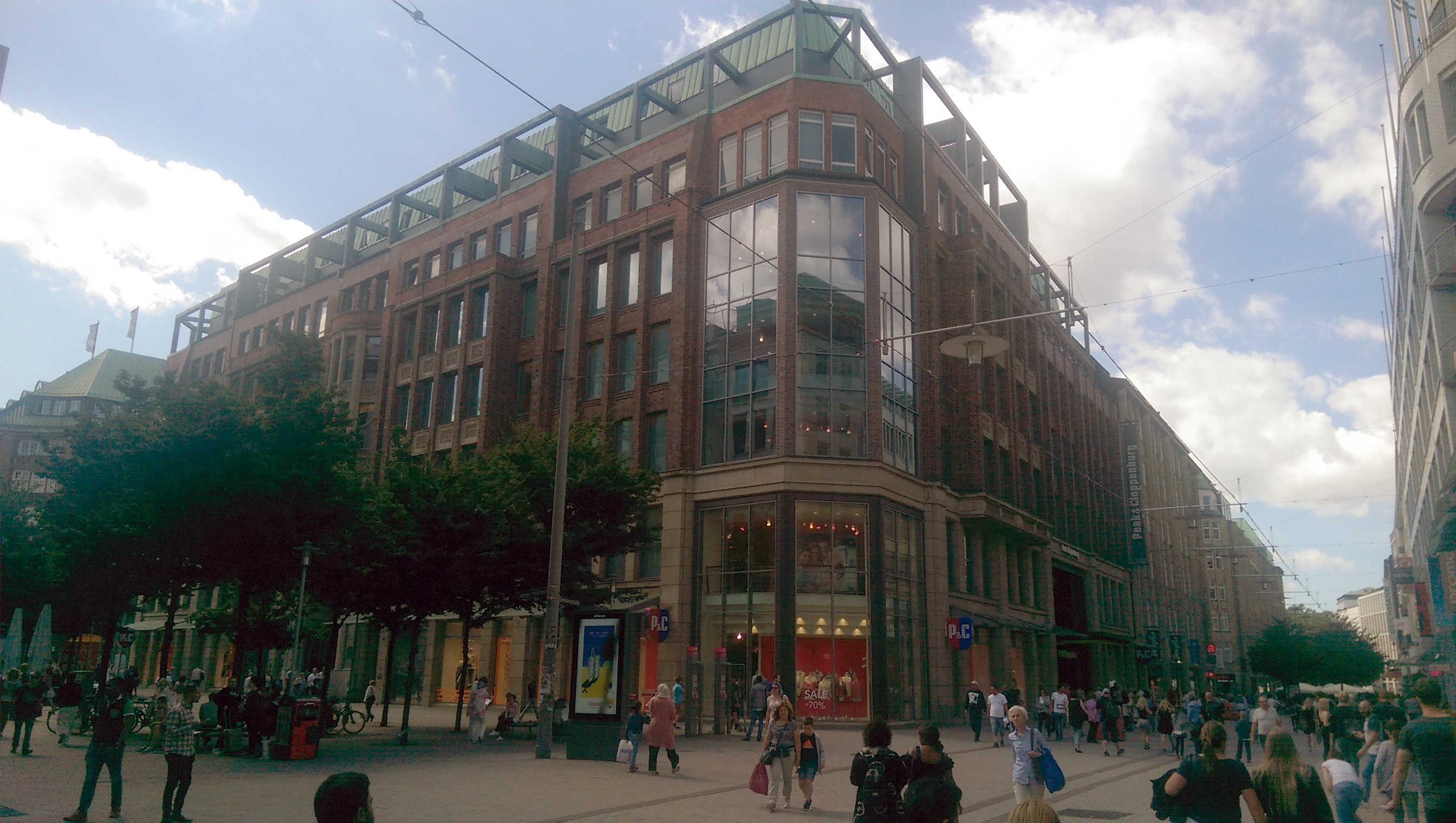
Das Südseehaus von Nordosten (2016)

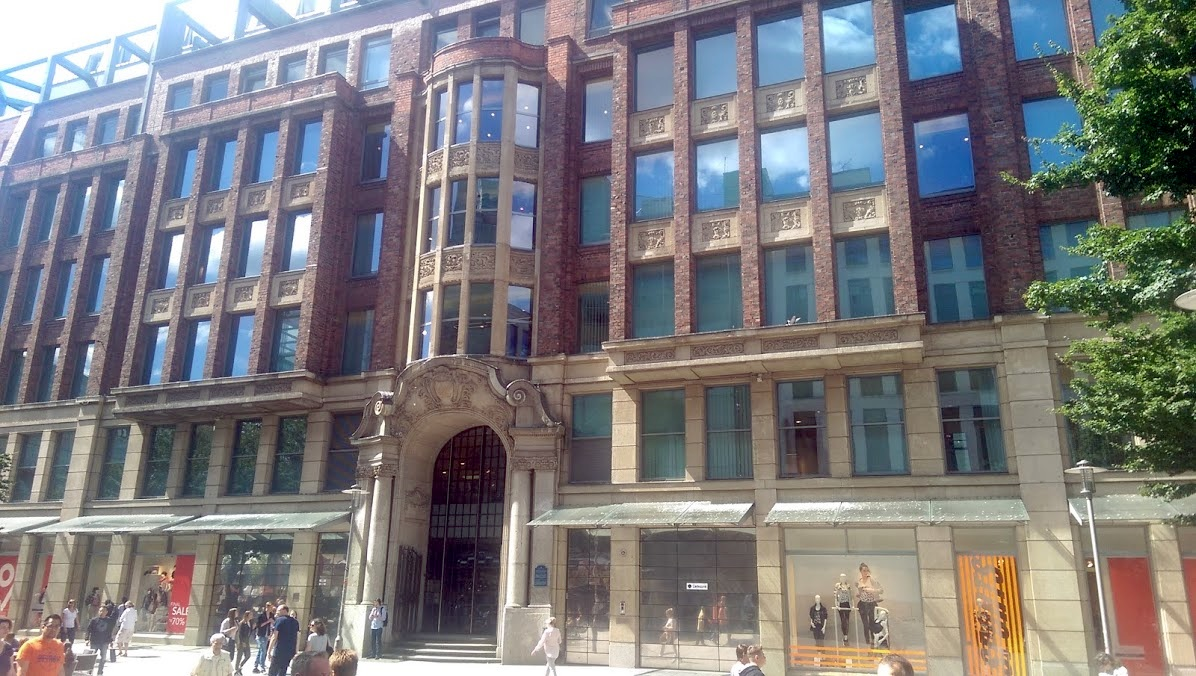
Das Südseehaus, ehem. Eingang an der Lange Mühren (2017)

2016 war das gesamte Südseehaus an Peek & Cloppenburg vermietet. Verwalter und Miteigentümer sind inzwischen die Urenkel des Projektentwicklers Franz Albert Bach, Claudia Bach und Mathias Bach, die u. a. auch Anteile am Levantehaus besitzen.